# シュレースヴィヒ＝ホルシュタイン問題

北シュレースヴィヒ（朱色）、南シュレースヴィヒ（黄土色）、ホルシュタイン（黄色）

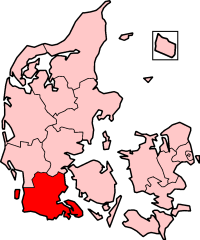
北シュレースヴィヒは、デンマークのセナーユラー県となっている。南に位置するドイツのシュレースヴィヒ＝ホルシュタイン州と接する。

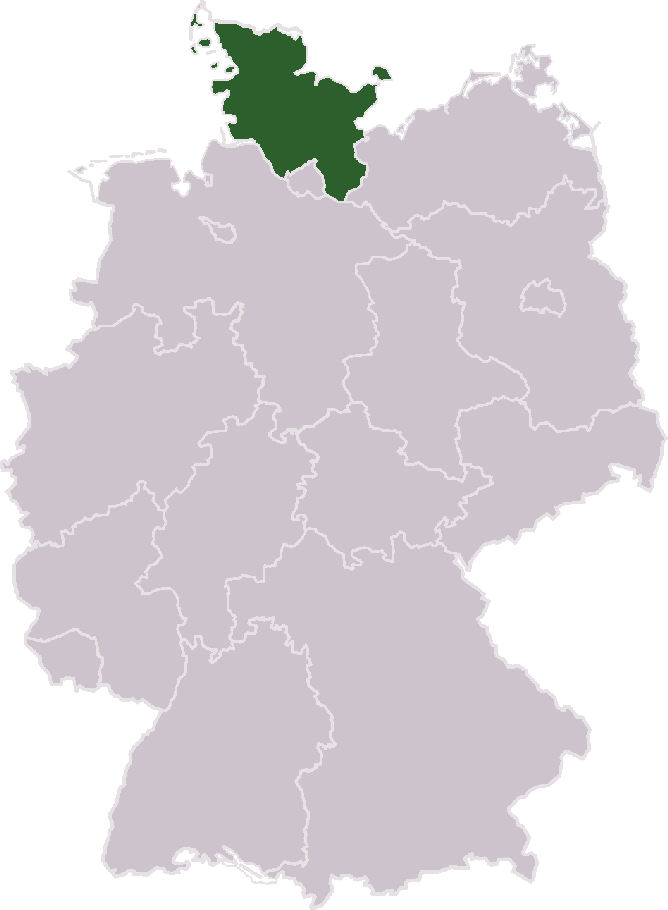
ドイツ最北部に位置する現在のシュレースヴィヒ＝ホルシュタイン州はユトランド半島の付け根に相当する。

シュレースヴィヒ＝ホルシュタイン問題（シュレースヴィヒ＝ホルシュタインもんだい、ドイツ語：Schleswig-Holsteinische Frage、デンマーク語：Spørgsmålet om Sønderjylland og Holsten）とは、ドイツとデンマークの中間にあった、シュレースヴィヒ公国及びホルシュタイン公国（現在は大部分がドイツのシュレースヴィヒ＝ホルシュタイン州）の帰属を巡る問題をドイツ側から論じたもの。デンマーク語では南ユラン問題と言う。このように立場により名称すら違うことから分かるように、典型的な民族問題である。ドイツ人によるゲルマン主義と、北欧人による汎スカンディナヴィア主義のナショナリズムの衝突であった。ゲルマン主義はドイツ統一後に全体主義化し、汎ゲルマン主義へと変遷していった。シュレースヴィヒ＝ホルシュタイン問題は、ドイツにおけるドイツ統一と同義となり、シュレースヴィヒ＝ホルシュタイン戦争へと発展し、最終的には武力によって解決させられた。

## 前史
ユトランド半島（デンマーク語ではユラン半島）の付け根にあるシュレースヴィヒ公国及びホルシュタイン公国は、中世よりデンマークとドイツ諸侯の領有権争いの温床となってきた。1460年に当時カルマル同盟を率いていたデンマークによって領有され、シュレースヴィヒ＝ホルシュタイン公国が形成された。しかし、シュレースヴィヒ＝ホルシュタインは2つの公国から成り、ホルシュタインはドイツ側のキールに首府をおいていた。この地域はドイツに近く、近世以降ドイツ人が主体を占める様になって行った。
ドイツにはドイツ人、デンマークにはデーン人（デンマーク人）という民族意識を持つようになるのは、17世紀に勃発した三十年戦争以後の事である。しかし両民族による国民意識が高まるのは19世紀初頭、ナポレオン戦争によってであった。その原因となったフランス革命は国民国家の礎を築き、革命の輸出という潮流を生み出した。
シュレースヴィヒ＝ホルシュタイン公国でも同様であった。南部のホルシュタイン公国では次第にドイツ系の住民によるデンマーク被支配に対する反感が高まる事となる。この時期におけるドイツ側の政治的問題は、「ドイツ統一」問題であった。ドイツの歴史上において、三十年戦争以来分裂状態を極めてきたドイツに民族主義が芽生え、統一に向けての運動が波及したのである。この運動は、ホルシュタイン公国におけるドイツ人を刺激した。おりしもフランス7月革命の影響が欧州各国に波及したことで、この問題は急激に拡大していった。

## 発端
その発端は1842年にあった。この年、ホルシュタイン公国で小規模ながらドイツ系の反乱が起こされたのである。この反乱はすぐに鎮圧されたが、結果としてドイツ、デンマーク両国のナショナリズムに火を付けることとなる。ドイツでは前出のドイツ統一問題、デンマークではこの時期に北欧全体に震撼を与えていた「汎スカンディナヴィア主義」が政治問題と結びつけられ、シュレースヴィヒ＝ホルシュタイン死守の号砲が、北欧諸国民によって撃ち鳴らされた。特にスウェーデン＝ノルウェー王オスカル1世はこの主義の熱烈な主義者であった。この国王は、北欧の一体化を目指し、欧州列強に対し独自性を主張して行くのである。
1848年、デンマークではオレンボー家最後の王フレゼリク7世が即位し、シュレースヴィヒ＝ホルシュタインがデンマークと不可分であることを宣言した。この宣言は1849年にデンマークの「6月憲法」の一部として制定された。欧州では1848年革命が勃発し、ドイツにも波及した。ドイツにおける統一問題は、ホルシュタインのドイツ人をしてドイツとの連合、デンマークからの分離運動に発展するのである。
こうした経緯の中、再び反乱は起こされた。ホルシュタイン公国においてドイツ系の暫定政府が成立し、デンマークからの独立を画策したのである。暫定政府は、ドイツ連邦で有力な地位を占めるプロイセン王国の支援と分離の支持を受けていた。一方、シュレースヴィヒ公国はデンマーク残留を望んでいた。

## 第一次シュレースヴィヒ＝ホルシュタイン戦争
かくして、第一次シュレースヴィヒ＝ホルシュタイン戦争（ドイツ語: Schleswig-Holsteinischer Krieg、デンマーク語: Treårskrigen、1848年～1852年）は引き起こされた。1848年から1852年まで続いた戦争で、ホルシュタイン側をプロイセン王国、両国の維持とシュレースヴィヒ側をデンマークが支援し、出兵した。スウェーデンは中立主義にのっとり、直接参戦はしなかったものの、スウェーデン王オスカル1世の政策によって義勇軍が送られた。戦争はプロイセン軍の撤退によって終了したが、問題は何ら解決しなかった。第一次シュレースヴィヒ＝ホルシュタイン戦争後に結ばれた「ロンドン議定書」は、終戦条約と言えるものとはならなかった。議定書は、6月憲法の両公国への布告が明言されず、現状維持を呈する内容であった。しかも公国問題のみならず、この時期、デンマーク自体の王位継承問題も浮上するのである。新王家が両公国の主権を獲得するか否かの問題も加わり、シュレースヴィヒ＝ホルシュタイン問題は複雑化していったのである。
6月憲法が両公国に布告されなかったことで、同様な問題が後にも起こり得る可能性があった。プロイセン王国は、両公国がデンマークに属するものではないと認識していた。また議定書は、6月憲法がデンマーク国内にのみ適用されることを認めていた。
ドイツ側からすればこの時期、統一を志向するナショナリズムのエネルギーに欠けていたことが、シュレースヴィヒ＝ホルシュタイン戦争の失敗に繋がったと言えた。デンマーク側からすれば、当時盛んとなっていた汎スカンディナヴィア主義の時流に乗り、北欧全体の支援を得たことが戦争の勝利に帰結したと言える。しかしながら、これは諸問題の解決には至らなかった。　

## 第二次シュレースヴィヒ＝ホルシュタイン戦争
1863年、デンマーク王フレゼリク7世が崩御する。デンマークの王位継承法と議会の決定により、オレンボー家の傍流グリュックスブルク家のクリスチャン9世がデンマーク王を継承することになった。フレゼリク7世は生前「11月憲法」を布告し、両公国のデンマークへの併合を含めた「継承令」を明らかにした。こうして新王家グリュックスブルク家が両公国の主権者となったが、これに反対の立場を示したのが、一方の係争国であるプロイセン王国であった。この時代になると、ドイツ人のナショナリズムは以前よりも高まりを見せ始めていた。一方北欧では、汎スカンディナヴィア主義の退潮の兆しが見え始めていた。それでもなお、汎スカンディナヴィア主義はスウェーデン＝ノルウェー王カール15世によって牽引されていた。
一方、ドイツ統一を牽引していたのが、1862年に宰相となったビスマルクであった。鉄血政策を推進するビスマルクは、1863年に制定された「11月憲法」はロンドン議定書違反であるとして撤回を要求すると同時に臨戦態勢を取り、デンマークを圧迫した。戦争回避は望めず、1864年に両国は開戦した。第二次シュレースヴィヒ＝ホルシュタイン戦争（ドイツ語: Deutsch-Dänischer Krieg、デンマーク語: 2. Slesvigske Krig、1864年）の開始である。オーストリア帝国と同盟したプロイセン軍は、圧倒的な軍備とビスマルクの外交政策により、スウェーデンと欧州列強の中立を導き出し、デンマークを屈服させた。汎スカンディナヴィア主義はこの戦争の敗北により挫折した。シュレースヴィヒ＝ホルシュタイン公国は、プロイセンとオーストリアに引き渡された。

## その後

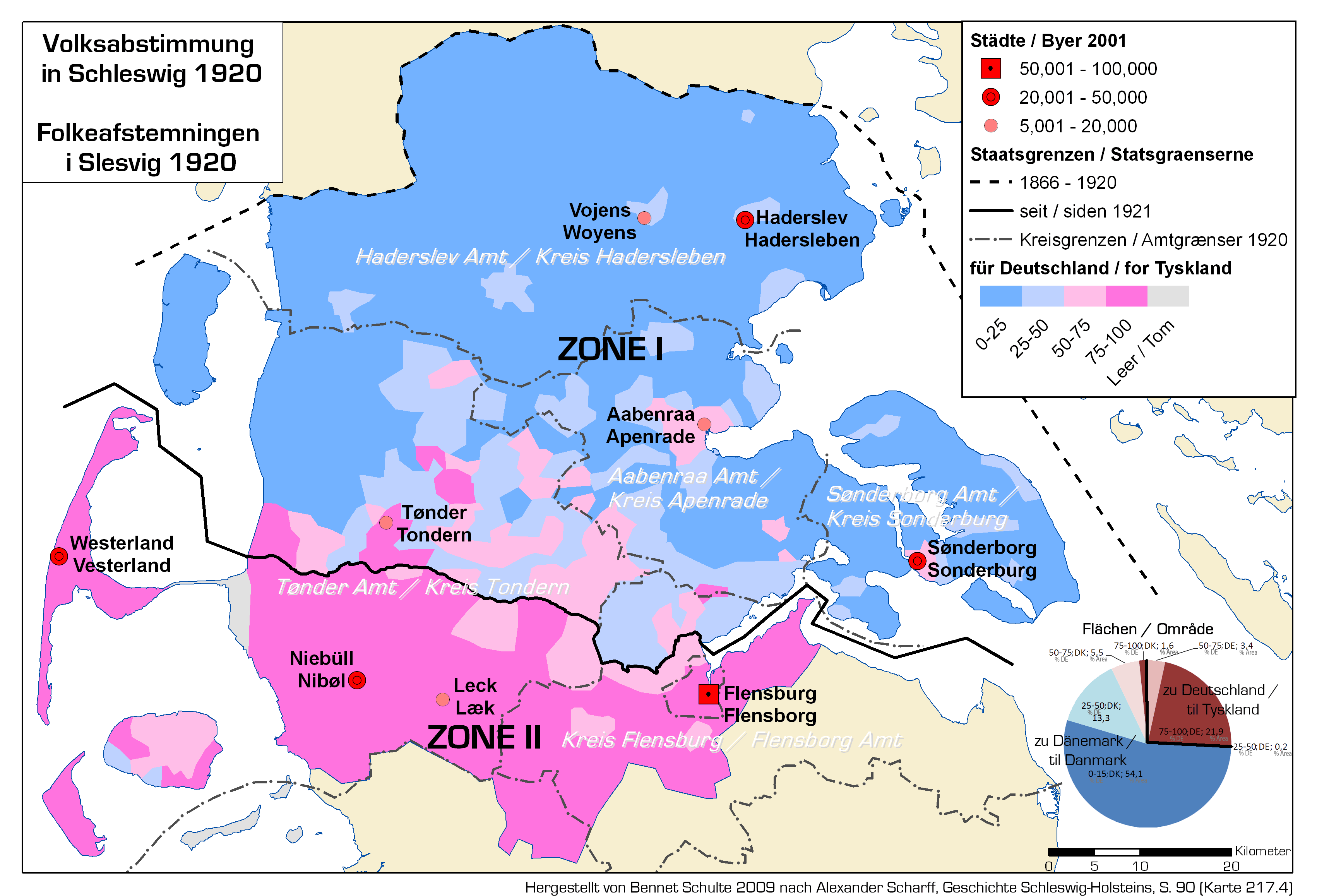
1920年のシュレースヴィヒの住民投票の結果。ZONE Iとされている北部はデンマークにZONE IIとされている中部はドイツに帰属が決定した。

シュレースヴィヒ＝ホルシュタイン問題は、最終的には武力によって解決された。1866年には普墺戦争が起こり、両公国はプロイセン王国によって併合された。その後デンマークは、挫折から立ち直るために「外で失ったものを内で取り戻そう（Hvad udad tabes, skal indad vindes）」というスローガンの元に復興を目指した。
シュレースヴィヒ＝ホルシュタイン問題は、このようにして終末を迎えたが、デンマーク人が多数定住していた北シュレースヴィヒは、第一次世界大戦でのドイツ帝国の敗退により、戦勝国である連合国によって民族自決権を与えられた。シュレースヴィヒの住民投票を経て、1920年シュレースヴィヒ北部はデンマークに復帰した。中部及び南シュレースヴィヒは、ドイツに残留している。
現在のドイツのシュレースヴィヒ＝ホルシュタイン州には、今もなおデンマーク系住民が少なからずいるが、もはや民族問題は起きていない。なぜならば、EU通貨統合により経済的障壁がなくなり、またシェンゲン協定によってパスポートコントロールが撤廃したことで、領土問題の要因が実質的に消滅しているためである。

## 読書案内
- 武田龍夫『物語 北欧の歴史 - モデル国家の生成』 中央公論新社〈中公新書 1131〉、1993年5月。ISBN 978-4-12-101131-2。
- 武田龍夫『物語 スウェーデン史 - バルト大国を彩った国王、女王たち』 新評論、2003年10月。ISBN 978-4-7948-0612-3。
- 武田龍夫『北欧の外交 - 戦う小国の相克と現実』 東海大学出版会、1998年8月。ISBN 978-4-486-01433-1。
- 『北欧史』 百瀬宏、熊野聰、村井誠人編、山川出版社〈新版世界各国史 21〉、1998年8月、新版。ISBN 978-4-634-41510-2。